# Suore missionarie di Cristo Re per gli emigrati polacchi
Le Suore missionarie di Cristo Re per gli emigrati polacchi (in polacco Zgromadzenie Sióstr Misjonarek Chrystusa Króla dla Polonii Zagranicznej) sono un istituto religioso femminile di diritto pontificio: le suore di questa congregazione pospongono al loro nome la sigla M.Ch.R.

## Storia
La congregazione fu fondata nel 1958 da Ignacy Posadzy per lavorare accanto ai religiosi della Società di Cristo tra gli emigrati della Polonia.

## Attività e diffusione
Le religiose si dedicano alla cura degli emigrati polacchi nel mondo.
Oltre che in Polonia, le suore sono presenti in Australia, Belgio, Bielorussia, Brasile, Canada, Germania, Grecia, Italia, Regno Unito, Stati Uniti d'America, Ungheria; la sede generalizia è a Poznań.
Alla fine del 2011 la congregazione contava 197 religiose in 48 case.